# 세카이이치
세카이이치(セカイイチ)는 일본의 록 밴드이다. 2001년에 결성했다.

## 음반 목록

### 앨범
1. セカイイチ (2009)